# Застава Бабимоста
Застава Бабимоста је правоугаоник са три хоризонталне пруге које су обојене у (лева златно, средња црвено и десна златно). На црвеном пољу налази се грб Бабимоста.